# Бурлаченко, Степан Филиппович
Степан Филиппович Бурлаченко (16 апреля 1914, Новошульбинский район — 22 марта 1989, Семипалатинск) — гвардии старшина Рабоче-крестьянской Красной Армии, участник Великой Отечественной войны, Герой Советского Союза (1945).

## Биография
Степан Бурлаченко родился 16 апреля 1914 года в селе Алексеевка (ныне — Восточно-Казахстанской области Казахстана) в крестьянской семье. Получил начальное образование. В 1936—1938 годах проходил службу в Рабоче-крестьянской Красной Армии. Работал шофёром на Джезказганском автотранспортном предприятии. В январе 1942 года был повторно призван в армию. С мая того же года — на фронтах Великой Отечественной войны. К январю 1945 года гвардии младший сержант Степан Бурлаченко был механиком-водителем 47-й гвардейской танковой бригады 9-го гвардейского танкового корпуса 2-й гвардейской танковой армии 1-го Белорусского фронта. Отличился во время Варшавско-Познанской операции (освобождение Польши).
16 января 1945 года проникнув в центр занятого противником города Жирардув, Бурлаченко, действуя в разведке, в составе передового отряда, когда командир танка был убит, принял командование на себя. Танк был окружён и подвергнут интенсивному обстрелу артиллерией и автоматчиками врага. Совершив на танке манёвр, Бурлаченко зашёл в тыл противника и огнём и гусеницами уничтожил 6 артиллерийских орудий и 4 миномёта с обслугой, 6 «фаустников», 12 автоматчиков, 20 повозок с лошадьми и свыше 70 гитлеровцев. Действия Бурлаченко (полученные в разведке сведения), способствовали успешному освобождению города.
Указом Президиума Верховного Совета СССР от 27 февраля 1945 года гвардии младший сержант Степан Бурлаченко был удостоен высокого звания Героя Советского Союза с вручением ордена Ленина и медали «Золотая Звезда».
Этим же указом звание Героя Советского Союза присвоено командиру его взвода Н. В. Кутенко и механику-водителю А. Ф. Кононову
За отличие в Восточно-Померанской операции С. Ф. Бурлаченко был награждён орденом Красной звезды.
За отличие в Берлинской операции С. Ф. Бурлаченко был награждён орденом Отечественной войны 1-й степени.
После окончания войны в звании старшины Бурлаченко был демобилизован. Работал шофёром на автобазе в городе Семипалатинске Казахской ССР. В 1954 году вступил в КПСС.
Скончался 22 марта 1989 года.
Был также награждён двумя орденами Отечественной войны 1-й степени, орденом Красной Звезды, а также рядом медалей.